# Баланчук, Сергей Александрович
Серге́й Алекса́ндрович Баланчу́к (укр. Сергій Олександрович Баланчук; 31 марта 1975, Киев — 7 июля 2022, Донецкая область) — украинский футболист, защитник и военнослужащий ВСУ, участник российско-украинской войны.

## Биография
Баланчук является воспитанником молодёжной системы «Динамо» (Киев), в которой он прошёл все уровни. В сезоне 1995/96 его заявили за основную команду, но он провёл в ней лишь четыре матча. Не увидев перспектив в «Динамо», Баланчук отправился за границу, его новым клубом стал израильский «Маккаби» (Хайфа). Он стал основным игроком команды и за два с половиной сезона провёл во всех турнирах 79 матчей в составе «Маккаби», в том числе дебютировал в еврокубках. Вернувшись на родину, Баланчук ещё некоторое время поиграл за динамовские фарм-клубы, а затем перешёл в «Ворсклу». В составе полтавской команды также был игроком основы, но иногда выступал за дубль. В сезоне 2002/03 провёл на правах аренды семь матчей за «Металлист», потом вернулся в «Ворсклу» и после окончания сезона завершил карьеру футболиста.
Завершив выступления, заочно окончил Харьковский университет внутренних дел, получил юридическое образование, работал по специальности. Был партнёром в ООО «Юридическая фирма „ВС и Партнёры“», исполнял обязанности третейского судьи постоянно действующего третейского суда при Ассоциации украинских банков.
После начала российского вторжения в Украину Баланчук в апреле 2022 года был призван в ряды Вооружённых сил Украины. Погиб в июле 2022 года вследствие артиллерийского обстрела в ходе боёв за Бахмут. Похоронен на Лесном кладбище в Киеве.
7 июня 2023 года муниципалитет г. Хайфа принял решение переименовать одну из улиц в городе в улицу Сергея Баланчука. Решение было одобрено горсоветом единогласно.

## Награды
Орден «За мужество» III степени (2022, посмертно) — за личное мужество и самоотверженные действия, проявленные в защите государственного суверенитета и территориальной целостности Украины, верность военной присяге.